# San Felipe, Jalisco
San Felipe är en ort i Mexiko.   Den ligger i kommunen Mexticacán och delstaten Jalisco, i den centrala delen av landet, 400 km nordväst om huvudstaden Mexico City. San Felipe ligger 1 756 meter över havet och antalet invånare är 191.
Terrängen runt San Felipe är kuperad åt nordväst, men åt sydost är den platt. Runt San Felipe är det ganska glesbefolkat, med 47 invånare per kvadratkilometer. Närmaste större samhälle är Nochistlán, 12,7 km norr om San Felipe. I omgivningarna runt San Felipe växer huvudsakligen savannskog.